# オーソン・チャールズ
オーソン・チャールズ（Orson Charles 1991年1月27日- ）はフロリダ州タンパ出身のアメリカンフットボール選手。ポジションはタイトエンド。

## 経歴
高校時代はアーロン・マレー、ジェームズ・ワイルダー・ジュニアとチームメートだった。
2008年にフロリダ大学を訪問した際、2006年に同大学が全米チャンピオンになったときにクリスタル・ガラス製のトロフィーを取り落として壊してしまった。2009年のアーミー・オールアメリカンボウルでプレーした。
ジョージア大学に進学、2009年はフットボールライター協会、カレッジフットボールニュース、スポーティングニュースなどからフレッシュマンのオールチームに選ばれた。2年次の2010年には各チームのコーチの投票でサウスイースタン・カンファレンスのセカンドチームに選ばれた。2011年には45回のレシーブで574ヤード、5TDをあげ、ジョン・マッキー賞のファイナリストにノミネートされた。またAP通信やESPNからカンファレンスのファーストチームに選ばれた。
ドラフト前の3月9日、酒気帯び運転で逮捕された。
2012年のNFLドラフト4巡でシンシナティ・ベンガルズに指名された。同年6試合の先発出場を含む全16試合に出場し、8回のレシーブで101ヤードを獲得した。
2013年、彼の存在もありベンガルズはFBジョン・コナーをシーズン開幕前に解雇した。